# Терри, Тайрелл
Та́йрелл Те́рри (англ. Tyrell Terry; род. 28 сентября 2000 года в Гранд-Форксе, штат Северная Дакота, США) — американский профессиональный баскетболист. Играет на позиции разыгрывающего защитника. На студенческом уровне выступал за команду Стэнфордского университета «Стэнфорд Кардинал». На драфте НБА 2020 года он был выбран под тридцать первым номером командой «Даллас Маверикс».

## Профессиональная карьера

### Даллас Маверикс (2020—2021)
Терри был выбран под 31-м номером на драфте НБА 2020 года командой «Даллас Маверикс». 1 декабря подписал контракт новичка с Далласом, рассчитанный на 4 года. 25 декабря 2020 года дебютировал в НБА, выйдя со скамейки запасных, и набрал 2 очка и 1 передачу и 1 перехват за 2 минуты в поражении от «Лос-Анджелес Лейкерс» со счётом 115—138.
22 декабря 2022 года заявил о прекращении карьеры из-за ментальных проблем здоровья. В августе 2024 года возобновил карьеру во французском клубе «Лимож», но уже в октябре 2024 года покинул команду.

## Статистика

### Статистика в НБА
| Сезон                                                                                    | Команда | Регулярный сезон | Регулярный сезон | Регулярный сезон | Регулярный сезон | Регулярный сезон | Регулярный сезон | Регулярный сезон | Регулярный сезон | Регулярный сезон | Регулярный сезон | Регулярный сезон | Серия плей-офф | Серия плей-офф | Серия плей-офф | Серия плей-офф | Серия плей-офф | Серия плей-офф | Серия плей-офф | Серия плей-офф | Серия плей-офф | Серия плей-офф | Серия плей-офф |
| Сезон                                                                                    | Команда | GP               | GS               | MPG              | FG%              | 3P%              | FT%              | RPG              | APG              | SPG              | BPG              | PPG              | GP             | GS             | MPG            | FG%            | 3P%            | FT%            | RPG            | APG            | SPG            | BPG            | PPG            |
| ---------------------------------------------------------------------------------------- | ------- | ---------------- | ---------------- | ---------------- | ---------------- | ---------------- | ---------------- | ---------------- | ---------------- | ---------------- | ---------------- | ---------------- | -------------- | -------------- | -------------- | -------------- | -------------- | -------------- | -------------- | -------------- | -------------- | -------------- | -------------- |
| 2020/21                                                                                  | Даллас  | 11               | 0                | 5,1              | 31,3             | 0,0              | 33,3             | 0,5              | 0,5              | 0,5              | 0,0              | 1,0              | Не участвовал  | Не участвовал  | Не участвовал  | Не участвовал  | Не участвовал  | Не участвовал  | Не участвовал  | Не участвовал  | Не участвовал  | Не участвовал  | Не участвовал  |
| 2021/22                                                                                  | Мемфис  | 2                | 0                | 1,6              | 100,0            | -                | -                | 0,0              | 0,0              | 0,0              | 0,0              | 1,0              | Не участвовал  | Не участвовал  | Не участвовал  | Не участвовал  | Не участвовал  | Не участвовал  | Не участвовал  | Не участвовал  | Не участвовал  | Не участвовал  | Не участвовал  |
|                                                                                          | Всего   | 13               | 0                | 4,6              | 35,3             | 0,0              | 33,3             | 0,5              | 0,5              | 0,4              | 0,0              | 1,0              | Не участвовал  | Не участвовал  | Не участвовал  | Не участвовал  | Не участвовал  | Не участвовал  | Не участвовал  | Не участвовал  | Не участвовал  | Не участвовал  | Не участвовал  |
| Наведите курсор мыши на аббревиатуры в заголовке таблицы, чтобы прочесть их расшифровку. |         |                  |                  |                  |                  |                  |                  |                  |                  |                  |                  |                  |                |                |                |                |                |                |                |                |                |                |                |

### Статистика в Джи-Лиге
| Сезон                                                                                    | Команда      | Регулярный сезон | Регулярный сезон | Регулярный сезон | Регулярный сезон | Регулярный сезон | Регулярный сезон | Регулярный сезон | Регулярный сезон | Регулярный сезон | Регулярный сезон | Регулярный сезон | Серия плей-офф | Серия плей-офф | Серия плей-офф | Серия плей-офф | Серия плей-офф | Серия плей-офф | Серия плей-офф | Серия плей-офф | Серия плей-офф | Серия плей-офф | Серия плей-офф |
| Сезон                                                                                    | Команда      | GP               | GS               | MPG              | FG%              | 3P%              | FT%              | RPG              | APG              | SPG              | BPG              | PPG              | GP             | GS             | MPG            | FG%            | 3P%            | FT%            | RPG            | APG            | SPG            | BPG            | PPG            |
| ---------------------------------------------------------------------------------------- | ------------ | ---------------- | ---------------- | ---------------- | ---------------- | ---------------- | ---------------- | ---------------- | ---------------- | ---------------- | ---------------- | ---------------- | -------------- | -------------- | -------------- | -------------- | -------------- | -------------- | -------------- | -------------- | -------------- | -------------- | -------------- |
| 2020/21                                                                                  | Мемфис Хастл | 13               | 13               | 29,4             | 42,4             | 33,9             | 80,8             | 5,1              | 3,2              | 1,1              | 0,0              | 14,7             | Не участвовал  | Не участвовал  | Не участвовал  | Не участвовал  | Не участвовал  | Не участвовал  | Не участвовал  | Не участвовал  | Не участвовал  | Не участвовал  | Не участвовал  |
| 2021/22                                                                                  | Мемфис Хастл | 16               | 9                | 24,7             | 35,1             | 25,8             | 88,9             | 2,7              | 3,4              | 0,8              | 0,0              | 12,1             | Не участвовал  | Не участвовал  | Не участвовал  | Не участвовал  | Не участвовал  | Не участвовал  | Не участвовал  | Не участвовал  | Не участвовал  | Не участвовал  | Не участвовал  |
|                                                                                          | Всего        | 29               | 22               | 26,8             | 38,5             | 29,6             | 85,9             | 3,8              | 3,3              | 0,9              | 0,0              | 13,2             | Не участвовал  | Не участвовал  | Не участвовал  | Не участвовал  | Не участвовал  | Не участвовал  | Не участвовал  | Не участвовал  | Не участвовал  | Не участвовал  | Не участвовал  |
| Наведите курсор мыши на аббревиатуры в заголовке таблицы, чтобы прочесть их расшифровку. |              |                  |                  |                  |                  |                  |                  |                  |                  |                  |                  |                  |                |                |                |                |                |                |                |                |                |                |                |

### Статистика в NCAA
| Сезон | Команда  | Conf   | Class | GP | GS | MPG  | FG%  | 3P%  | FT%  | RPG | APG | SPG | BPG | PPG  |
| --- | -------- | ------ | ----- | -- | -- | ---- | ---- | ---- | ---- | --- | --- | --- | --- | ---- |
| 2019/20 | Стэнфорд | Pac-12 | FR    | 31 | 31 | 32,6 | 44,1 | 40,8 | 89,1 | 4,5 | 3,2 | 1,4 | 0,1 | 14,6 |
| Всего | Всего    | Всего  | Всего | 31 | 31 | 32,6 | 44,1 | 40,8 | 89,1 | 4,5 | 3,2 | 1,4 | 0,1 | 14,6 |
| Наведите курсор мыши на аббревиатуры в заголовке таблицы, чтобы прочесть их расшифровку Статистика приведена с сайта sports-reference.com |          |        |       |    |    |      |      |      |      |     |     |     |     |      |

### Статистика в других лигах
| Сезон | Команда | Лига              | GP | GS | MPG  | FG%  | 3P%  | FT%   | RPG | APG | SPG | BPG | PFL | TOV | PPG |
| --- | ------- | ----------------- | -- | -- | ---- | ---- | ---- | ----- | --- | --- | --- | --- | --- | --- | --- |
| 2024/25 | Лимож   | Чемпионат Франции | 2  | 2  | 22,5 | 33,3 | 33,3 | 100,0 | 1,5 | 1,5 | 0,0 | 0,0 | 0,5 | 2,0 | 8,0 |
| Всего | Всего   | Всего             | 2  | 2  | 22,5 | 33,3 | 33,3 | 100,0 | 1,5 | 1,5 | 0,0 | 0,0 | 0,5 | 2,0 | 8,0 |
| Наведите курсор мыши на аббревиатуры в заголовке таблицы, чтобы прочесть их расшифровку Статистика приведена с сайта basketball.realgm.com |         |                   |    |    |      |      |      |       |     |     |     |     |     |     |     |